# Sápadt éjicincér
A sápadt éjicincér (Trichoferus pallidus) a cincérfélék családjába tartozó, Európában honos, tölgyfákon élő bogárfaj. 

## Megjelenése
A sápadt éjicincér testhossza 10-20 mm. Előhátának oldalai íveltek, szárnyfedőinek oldalvonalai kb. a háromnegyedükig párhuzamosak. Teste sárgásvörös, szárnyfedőin a középvonal mögött élesen határolt, hátrafelé világosodó barnás folttal; előtte a korong sárgás és előrefelé sötétedő. A szárnyfedők pontozása egyenletes, csupasz vagy erőteljesebben pontozott kiemelkedései nincsenek. Az előtor hátsó pereme előtt középen fényes hosszanti dudor emelkedik ki, korongján kétoldalt sárga szőrökből alakult hajlott csík látható. Szőrözete kissé ferdén felálló, egyenletesen elosztott, ritkább sárgás szőrökből áll, amelyek az alapot nem fedik, azonkívül elöl a varrat mellett, és középen egy hátrafelé, a varraton megnyújtott keresztsávban fehéresek, sűrűk és teljesen lesimulók.   

## Elterjedése és életmódja
Európában honos az Ibériai-félszigettől a Fekete-tenger partvidékéig (beleértve a Krímet és a Kaukázust). Magyarországon ritka, többek között Budapest, Debrecen, Pécs, Balatonalmádi, Siófok környékén ismertek állományai. 
Lárvája tölgyek (nagyon ritkán más lombos fák pl. hárs vagy gesztenye) beteg, meggyengült vagy nemrég elpusztult törzsében a kéreg alatt él, sokszor a hőscincérrel együtt. Fejlődése egy vagy két évig tart. Széles, sekély galériákat rág, majd a kéregben vagy szijácsban bebábozódik. Az imágó június-júliusban rajzik. Éjjel aktív, a mesterséges fény vonzza. Többnyire a tölgyfák törzsén, ágain tartózkodik, nappal a kéreg alatt, repedésekben bújik meg. 
Magyarországon védett, természetvédelmi értéke 5000 Ft.

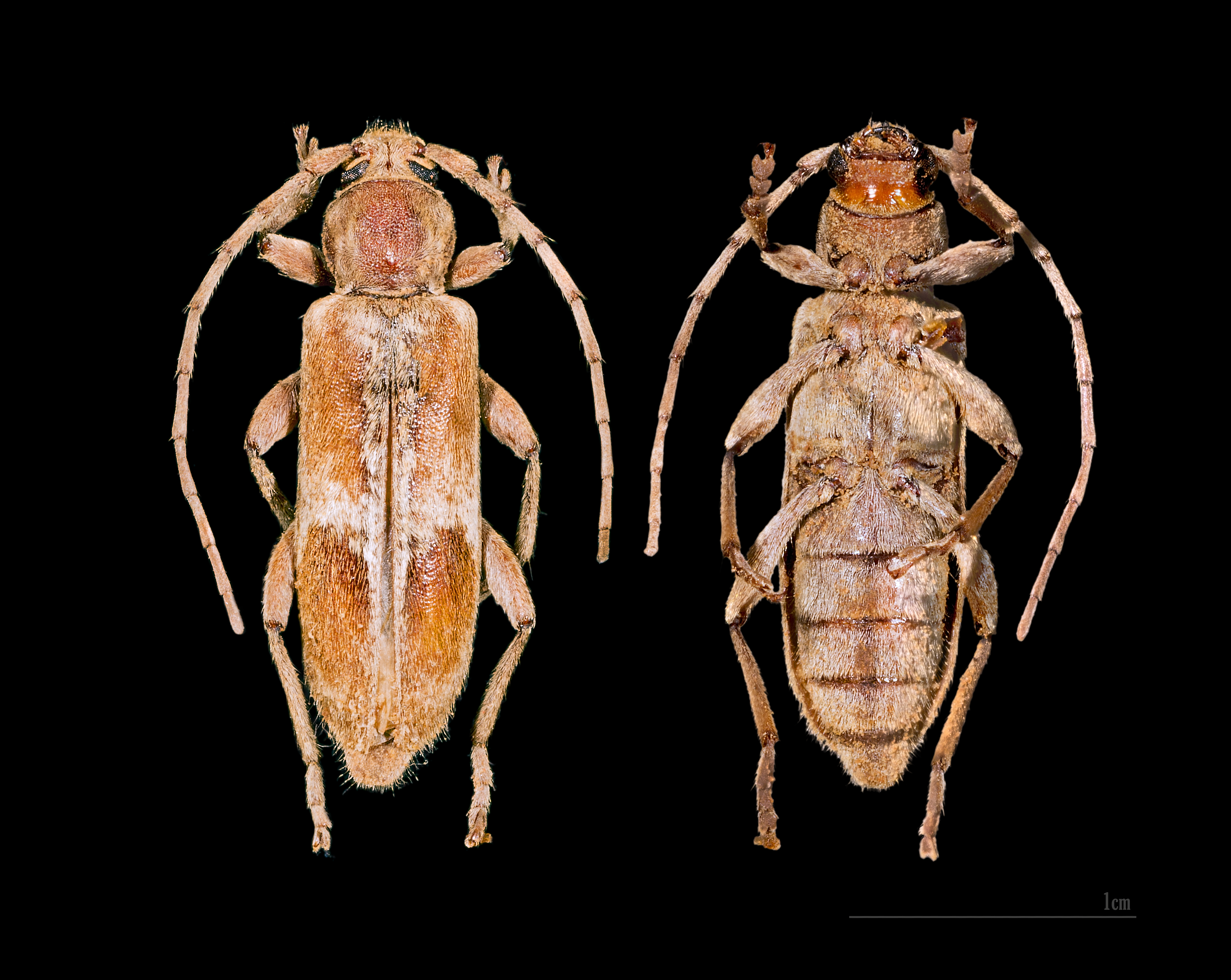
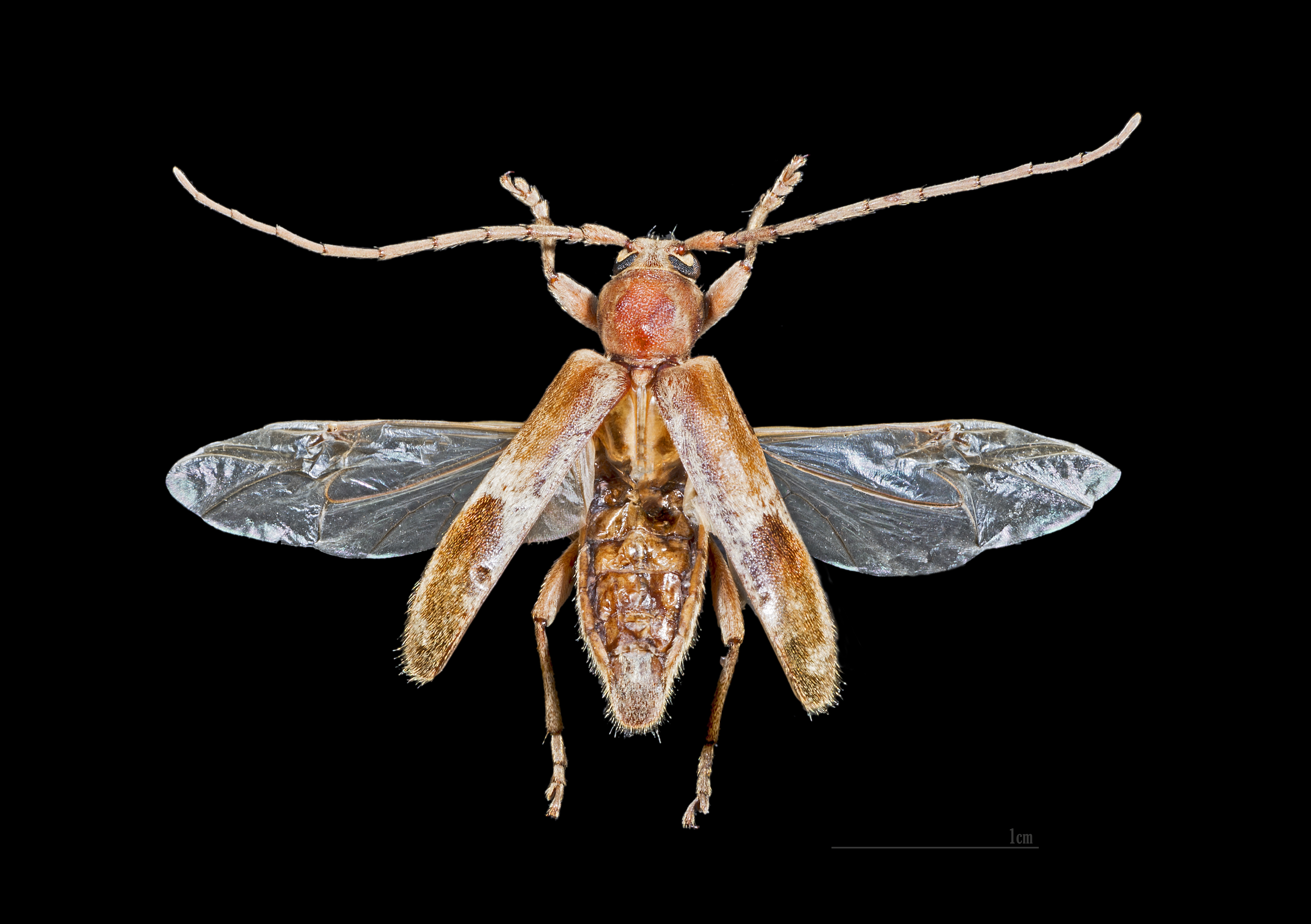
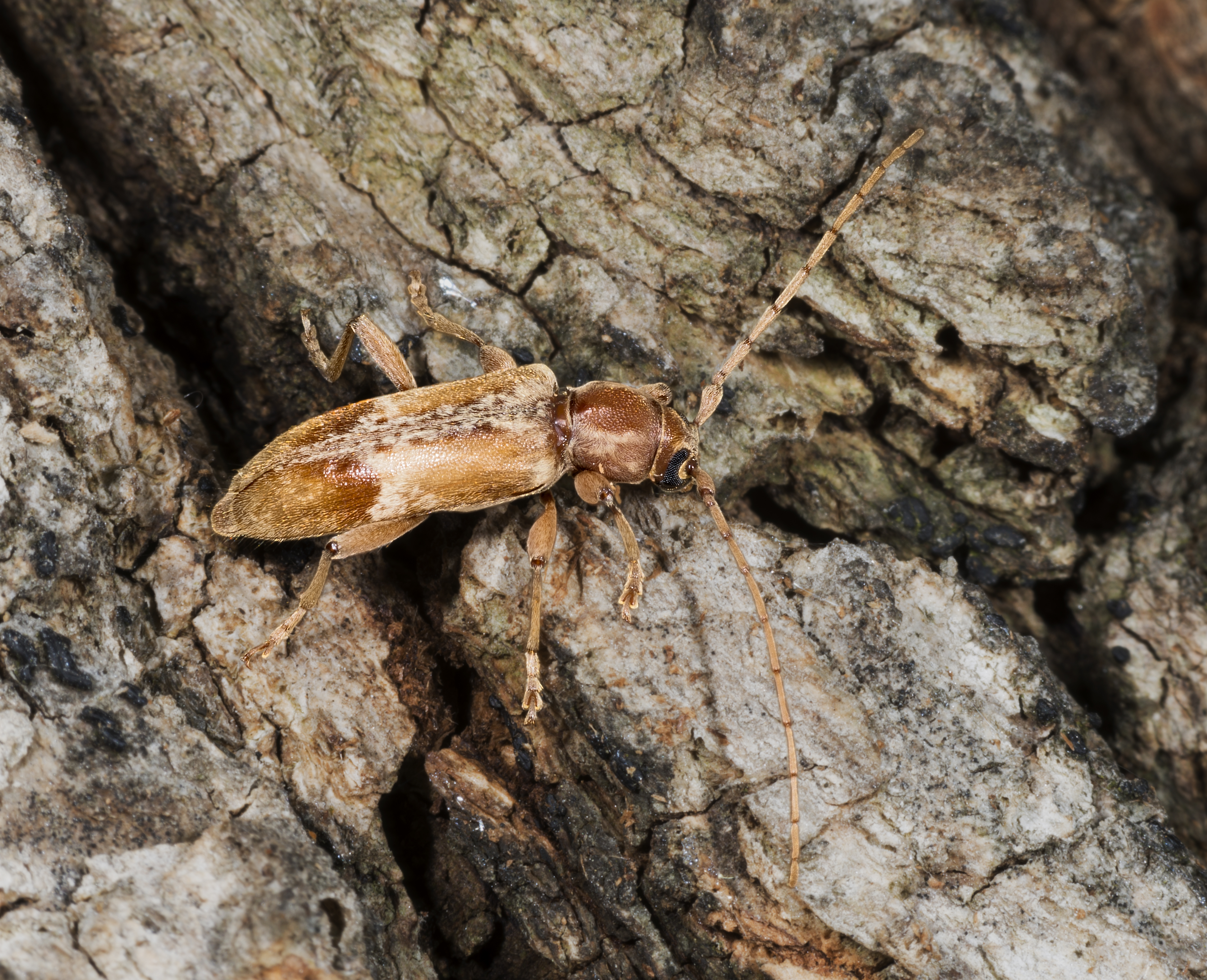
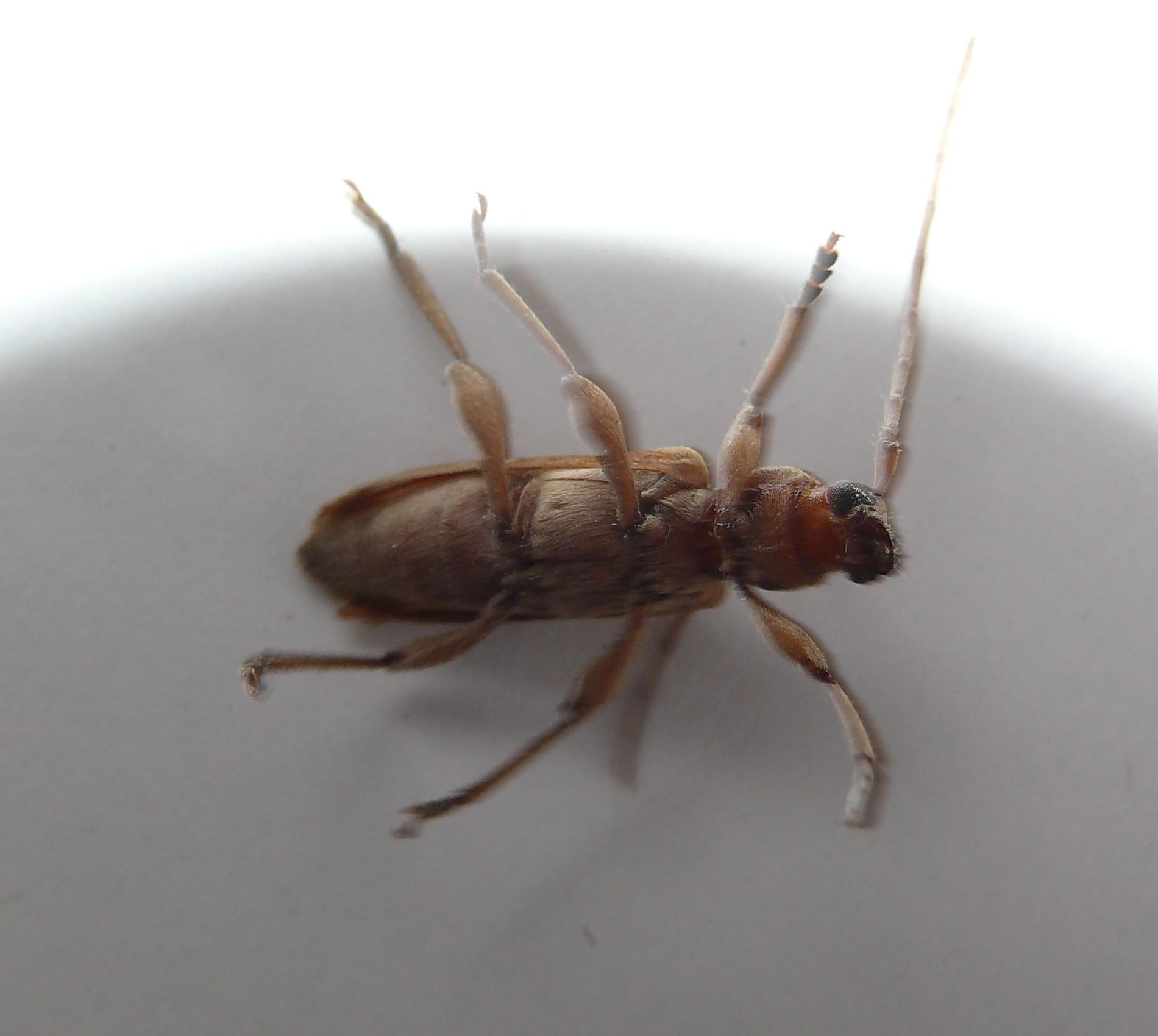